# 内蒙古农业大学
内蒙古农业大学是位于中国内蒙古自治区呼和浩特市赛罕区的一所农业高等学校，是1999年在内蒙古农牧学院和内蒙古林学院的基础上组建起来的，是自治区属重点高校。内蒙古农业大学的前身，成立于1952年的内蒙古畜牧兽医学院是内蒙古自治区最早的本科高等学校。内蒙古农业大学主办有《内蒙古农业大学学报》。于2012年度过了六十周年校庆。

## 院系
- 动物科学学院
- 兽医学院
- 生命科学学院
- 农学院
- 林学院
- 理学院
- 生态环境学院
- 机电工程学院
- 水利与土木建筑工程学院
- 材料科学与艺术设计学院
- 经济管理学院
- 食品科学与工程学院
- 生物工程学院
- 计算机与信息工程学院
- 人文社会科学学院
- 成人教育学院
- 职业技术学院
- 外国语言学院
- 能源与交通學院
- 国际教育学院
- 继续教育学院

## 主要合作院校
- 冈山大学[1]
- 神户大学[2]
- 岐阜大学
- 宇都宫大学
- 阿尔伯塔大学[3]
- 曼尼托巴大学[4]
- 萨斯喀彻温大学
- 佛蒙特大学
- 怀俄明大学
- 女王大学
- 考克大学
- 蒙古农业生命科学大学